# Spiesia schrenkii
Spiesia schrenkii là một loài thực vật có hoa trong họ Đậu. Loài này được (Trautv.) Kuntze miêu tả khoa học đầu tiên năm 1891.